# NGC 3583
NGC 3583 ist eine Balken-Spiralgalaxie vom Hubble-Typ SBb im Sternbild Großer Bär. Sie ist schätzungsweise 98 Millionen Lichtjahre von der Milchstraße entfernt und hat einen Durchmesser von etwa 80.000 Lichtjahren. Gemeinsam mit SDSS J111415.42+481934.2 bildet sie ein gravitativ gebundenes Galaxienpaar.

Im selben Himmelsareal befinden sich die Galaxien NGC 3577 und NGC 3595.
Die Typ-I-Supernova SN 1975P wurde hier beobachtet.
Das Objekt wurde am 5. Februar 1788 von dem Astronomen John Herschel entdeckt.